# Sveta Nedelja
Sveta Nedelja (mezi lety 1961 a 1991 též známá pod názvy Sveta Nedjelja nebo pouze Nedjelja, maďarsky Szentnedele) je město v Chorvatsku, administrativně spadá pod Záhřebskou župu. V roce 2011 žilo ve městě 1 338 obyvatel, v celé připadající opčině pak 18 059 obyvatel.
Opčina města se skládá z celkem čtrnácti sídel. Mnohá z nich jsou větší než samotná Sveta Nedelja, některá z nich však spolu se Svetou Nedeljou de facto tvoří jediné sídlo. Největším sídlem je Strmec s 3 907 obyvateli, nejmenším Srebrnjak se 128 obyvateli.
- Bestovje – 2 402 obyvatel
- Brezje – 1 506 obyvatel
- Jagnjić Dol – 486 obyvatel
- Kalinovica – 385 obyvatel
- Kerestinec – 1 433 obyvatel
- Mala Gorica – 623 obyvatel
- Novaki – 2 091 obyvatel
- Orešje – 1 043 obyvatel
- Rakitje – 2 301 obyvatel
- Srebrnjak – 128 obyvatel
- Strmec – 3 907 obyvatel
- Sveta Nedelja – 1 338 obyvatel
- Svetonedeljski Breg – 177 obyvatel
- Žitarka – 239 obyvatel

Těsně kolem Sveté Nedelji prochází dálnice A3. Severovýchodně od města protéká řeka Sáva a nacházejí se zde jezera Orešje, Rakitje, Strmec, Kipišće, Osredek a jezero Juš, u nějž se nachází kemp Zagreb. Mezi významné stavby patří zámek Dvorac Kerestinec a kostel Vyvýšení Svatého Kříže v Kerestinci, kostel Aloysia Stepinaca v Novacích a kostel Přesvaté Trojice ve Sveté Nedelji. Sídlí zde výrobce sportovních elektromobilů Rimac Automobili.